# 广州市第二少年宫
广州市第二少年宫，位于广州市天河区珠江新城西南部，毗邻华就路和珠江西路，是珠江新城四大标志性文化建筑之一。总建筑面积为46,000平方米，设有外语、电脑，美术、书法、音乐等各种功能的教室约140个，一个多功能演艺中心，少年宫可同时容纳2万名青少年在内进行培训和活动，并已于2006年1月26日落成开放。

## 历史发展

### 背景
20世纪90年代末，广州市少年宫的课室面积只有约3,000平方米，只能提供约10,000个学位，加上各区的少年宫活动中心，也满足不了市民的需求，为此，时任广州市政协委员的黄南冰提交《在广州未来城市中心天河区配套新建第二少年宫》的建议，同时共青团广州市委也向时任市长的林树森做出来《关于兴建广州市第二少年宫的报告》，后来建议获得通过，广州市政府开始筹建第二少年宫。

### 选址
2001年，少年宫曾建议在天河区员村或东圃一带靠近道路的地方兴建，但是当时员村地区正在进行整体规划，因此无法确定各个地块的用途，该选址被否决。后来又选址广从公路东方乐园北面原拟建广州科技馆的地块，但因为离中心太远，建议同样被否定。到了年底，广州市规划局、广州市国土局及团市委共同决定，第二少年宫选址天河区珠吉路地段，该地段占地面积54,000平方米，并办理了相关用地手续。
直到2002年，在珠江新城规划检讨会议上，时任广州市长的林树森决定广州第二少年宫选址于珠江新城J1－7地块，并与广东省博物馆、广州大剧院和广州图书馆新馆共同组成珠江新城的四大标志性文化建筑，原来选址的珠吉路地段改作第三少年宫。

### 正式兴建
第二少年宫于2004年3月28日开工建设，于2006年1月26日投入使用。

## 设施
- 140个不同功能的课室用作舞蹈、歌唱[3]
- 7个合唱、舞蹈排练厅
- 大型展览厅
- 7个交流中心及会议室
- 1个700座的大型演艺中心